# Репрезентативность
Репрезентати́вность (фр. représentatif — представляющий собой что-либо, показательный, характерный) — соответствие характеристик выборки характеристикам популяции или генеральной совокупности в целом. 
Репрезентативность определяет, насколько возможно обобщать результаты исследования с привлечением определённой выборки на всю генеральную совокупность, из которой она была собрана. Также репрезентативность (представительность, говоря ненаучным языком) можно определить как свойство выборочной совокупности представлять параметры генеральной совокупности, значимые с точки зрения задач исследования.

## Примеры
1. Предположим, совокупность — это все учащиеся школы (600 человек из 20 классов, по 30 человек в каждом классе). Предмет изучения — отношение к курению вне зависимости от возраста учащихся. Выборка, состоящая из 60 учеников старших классов, гораздо хуже представляет совокупность, чем выборка из тех же 60 человек, в которую войдут по 3 случайных ученика из каждого класса. Главной причиной тому — неравное возрастное распределение в классах. Следовательно, в первом случае репрезентативность выборки низкая, а во втором случае репрезентативность высокая (при прочих равных условиях).
2. Мы наблюдаем звёздное небо. Почти все звёзды, видимые глазом, или в бинокль, белые или голубые. Однако по диаграмме Герцшпрунга-Рассела можно видеть явное преобладание по количеству красных и жёлтых звёзд. Почти все звёзды в Галактике — красные карлики. Почему же мы их не видим? Всё просто — красные карлики тусклы, и на расстоянии просто не видны[1]. Таким образом, видимые глазом звёзды не являются репрезентативной выборкой (зато ею могут служить, например, звёзды, находящиеся в определённом скоплении или в пределах какого-то расстояния от Солнца).
3. Литературный пример: Козьма Прутков пишет о совокупности людей, употребляющих огурцы, в связи с распространением в их среде преступности, заболеваний, и т. д. Эта шуточная совокупность явно нерепрезентативная, и потому выводы из исследования такой нерепрезентативной выборки получаются неверными. Вариации на эту тему продолжаются и поныне[2].

Поэтому начальная оценка репрезентативности выборки, равно как и её сохранение в дальнейшем, осуществляются в тесной связи с предметом исследования.